# Astyochia crane
Astyochia crane är en fjärilsart som beskrevs av Druce 1885. Astyochia crane ingår i släktet Astyochia och familjen mätare. Inga underarter finns listade i Catalogue of Life.